# Castilforte
Castilforte ist ein Ort und eine Gemeinde (municipio) mit 56 Einwohnern (Stand: 2024) im südlichen Zentrum der Provinz Guadalajara in der Autonomen Gemeinschaft Kastilien-La Mancha. 

## Lage und Klima
Castilforte liegt in einer Höhe von ca. 995 m in der Kulturlandschaft der Alcarria. Die Entfernung zur westnordwestlich gelegenen Provinzhauptstadt Guadalajara beträgt ca. 58 Kilometer (Fahrtstrecke). Das Klima ist gemäßigt bis warm; Regen (575 mm/Jahr) fällt übers Jahr verteilt.

## Bevölkerungsentwicklung
| Jahr      | 1970 | 1981 | 1991 | 2001 | 2011 | 2021 |
| Einwohner | 123  | 41   | 59   | 50   | 66   | 59   |

## Sehenswürdigkeiten
- Kirche Mariä Himmelfahrt